# Boulevard of Broken Dreams
Boulevard of Broken Dreams är en låt med punkrock-gruppen Green Day, från albumet American Idiot (2004). Bandets sångare Billie Joe Armstrong skrev texten.
Den släpptes även som singel 2004 och blev en hit i stora delar av världen. På Trackslistan blev det årets allra största hit.